# AN/APG-68
AN/APG-68は、アメリカ合衆国のウェスティングハウス社（現 ノースロップ・グラマン）が開発したレーダー。

## 概要
本機は、F-16戦闘機の初期型（Block 15以前）に搭載されていたAN/APG-66 レーダーの改良型として開発された。AN/APG-66よりも優れた探知性能や多彩な動作モードを備えるほか、特に連続波パルス照射に対応して、AIM-120 AMRAAMのような中射程空対空ミサイルの運用を可能にしたことが特長とされている。また、信頼性も向上しており、平均故障間隔（MTBF）は150時間、(v)5ではさらに300時間に延長された。
開発は1980年より開始され、1984年7月より就役を開始した。1986年ごろより、いくつかの問題点が指摘されたが、これらは1987年までにおおむね解決された。

## 派生型
AN/APG-68は継続的な改良を受けており、多数のバージョンが存在する。その概要は下記のとおりである。

### APG-68(V)1
アメリカ空軍で、F-16C/D Block 40より搭載された改良型。初期のモデルで使用されていたブランク本意メモリ（BORAM）に代わってEPROMが採用された。

### APG-68(V)2, 3
輸出型であり、おおむね、(V)2が初期型、(V)3が(V)1に相当する。(V)2と(V)3を合わせて833セットが、バーレーン、エジプト、ギリシャ、イスラエル、シンガポール、韓国、トルコなど、海外でF-16を運用する国々に売却された。

### APG-68(V)4
Block 40に搭載されたとされているが、詳細は不明である。

### APG-68(V)5
アメリカ空軍で、F-16C/D Block 50より搭載された改良型。超高速集積回路（VHSIC: Very High Speed Integrated Circuit）を導入した新しいプログラム可能デジタルシグナルプロセッサ（PSP）を採用しており、MTBFも300時間以上に延長された。また、改良型データ・モデム（IDM）も組み込まれており、データ通信が可能となっている。1991年より製造され始めており、(v)1および(V)5は合計で1,444セットが生産された。

### APG-68(V)7
(V)5をもとにした改良型。探知距離が多少延長されているほか、コスト低減と信頼性向上のため、受信機やプロセッサが変更されている。アメリカ空軍向けのほか、韓国とシンガポールもそれぞれ20セットを導入した。

### APG-68(V)8
輸出型であり、おおむね(V)7に相当する。エジプトとギリシャによって発注された。

### APG-68(V)9
当初は(V)XMとも呼ばれていた。探知能力が30%向上、処理能力は5倍、記憶容量は10倍に増加している。また、分解能0.6mの合成開口レーダーモードが追加され、高精細な地上マッピングにより、昼夜を問わず全天候において精密対地攻撃が可能とされた。2004年8月、アメリカ空軍は、既存の機体に搭載するために280セットを導入することを決定した。また、輸出にも供され、チリ、ギリシャ、イスラエル、オマーン、パキスタン、ポーランド、トルコが発注しており、合計430基が生産される。

### APG-68(V)10
(V)5を(V)9相当まで増強するためのアップグレード計画。2005年7月、アメリカ空軍は、240機のF-16に(V)10改修を行うことを決定したが、2007年度計画においてキャンセルされた。

### APG-68ABR
現在ではAN/APG-80と改名されている。フロントエンドを固定型のアクティブ・フェーズドアレイ・アンテナ（AESAアンテナ）に変更しており、(V)9をさらに上回る性能を持つ。現在、アラブ首長国連邦のF-16 Block 60の後期型に搭載されている。